# 5222 Ioffe
5222 Ioffe este o planetă minoră (asteroid), cu un diametru de 17,989 km, din centura de asteroizi. A fost descoperită pe 11 octombrie 1980 la Observatorul Astrofizic din Crimeea⁠(d) de Nikolai Cernîh și a fost numită după Abram Ioffe. 
Obiectul prezintă o orbită caracterizată de o semiaxă mare de 2,7756624 UAi, o excentricitate de 0,143677, o înclinație de 34,576 ° în raport cu ecliptica.